# Michael Gough
Francis Michael Gough /ɡɒf/ (Kuala Lumpur, 23 novembre 1916 – Londra, 17 marzo 2011) è stato un attore britannico.
Vincitore di un Tony Award nel 1979 come miglior interprete per Camere da letto, nel corso della sua carriera è apparso in più di 150 pellicole. Gough è inoltre noto al grande pubblico per la sua partecipazione ad alcuni film horror prodotti dalla Hammer, e per il ruolo del maggiordomo Alfred Pennyworth nei primi quattro film di Batman prodotti dalla Warner Bros.

## Biografia
Figlio di Francis Berkeley Gough, piantatore di caucciù e di Frances Atkins, studiò alla Rose Hill School a Tunbridge Wells, alla Durham School ed infine frequentò il Wye Agricultural College, ma quando assistette a una produzione interpretata da Rex Harrison decise di diventare un attore. Fece esperienza nella recitazione presso la compagnia dell'Old Vic di Londra, e debuttò a Broadway nel 1937.
Dopo una serie di esperienze in teatro e in televisione, debuttò al cinema nel 1948 con Stirpe dannata, e nel 1955 prese parte al Riccardo III di Laurence Olivier. Tre anni dopo partecipò al film horror Dracula il vampiro (1958), seguito da Gli orrori del museo nero (1959), mentre nel 1962 fece parte del cast di Il fantasma dell'Opera.
In televisione fu interprete di due episodi della serie Doctor Who, The Celestial Toymaker (1966) e Arc of Infinity (1983), e partecipò alla serie Agente speciale e alla miniserie The Citadel (1983).
Nel 1985 interpretò Lord Delamere nel premio Oscar La mia Africa di Sydney Pollack, e venne poi scelto da Tim Burton per il ruolo di Alfred Pennyworth, il fedele maggiordomo di Batman. Gough interpretò il ruolo di Alfred per i primi due film della serie diretti da Burton, Batman (1989) e Batman - Il ritorno (1992). Nel 1993 partecipò al film Wittgenstein, in cui interpretò il ruolo del filosofo Bertrand Russell. Riprese il ruolo del maggiordomo Pennyworth anche per i successivi Batman Forever (1995) e Batman & Robin (1997), per la regia di Joel Schumacher. Gough interpretò il personaggio per l'ultima volta in uno spot televisivo del 2001 per il sistema informatico OnStar, nel quale informava Batman dell'installazione del sistema nella sua batmobile.
La collaborazione con Burton proseguì con il ruolo del notaio Hardenbruck nel Mistero di Sleepy Hollow (1999), e come doppiatore del saggio Gutknecht ne La sposa cadavere (2005). Nonostante l'annunciato ritiro, nel 2010 prestò la voce al Dodo in Alice in Wonderland, sempre diretto da Burton.
Morì il 17 marzo 2011 nella sua casa in Inghilterra, all'età di 94 anni, dopo una breve malattia. Il corpo fu cremato e le ceneri disperse in mare.

## Filmografia parziale

### Attore

#### Cinema
- Stirpe dannata (Blanche Fury), regia di Marc Allégret (1948)
- Anna Karenina, regia di Julien Duvivier (1948)
- Sarabanda tragica (Saraband for Dead Lovers), regia di Basil Dearden (1948)
- I ragazzi del retrobottega (The Small Back Room), regia di Michael Powell ed Emeric Pressburger (1949)
- Lo scandalo del vestito bianco (The Man in the White Suit), regia di Alexander Mackendrick (1951)
- La spada e la rosa (The Sword and the Rose), regia di Ken Annakin (1953)
- C'era una volta... (Twice Upon a Time), regia di Emeric Pressburger (1953)
- Rob Roy, il bandito di Scozia (Rob Roy: The Highland Rogue), regia di Harold French (1954)
- Riccardo III (Richard III), regia di Laurence Olivier (1955)
- Bader il pilota (Reach for the Sky), regia di Lewis Gilbert (1956)
- Colpo di mano a Creta (Ill Met by Moonlight), regia di Michael Powell ed Emeric Pressburger (1957)
- Dracula il vampiro (Dracula), regia di Terence Fisher (1958)
- Gli orrori del museo nero (Horrors of the Black Museum), regia di Arthur Crabtree (1959)
- La bocca della verità (The Horse's Mouth), regia di Ronald Neame (1959)
- Konga, regia di John Lemont (1961)
- Il piacere della disonestà (Mr. Topaze), regia di Peter Sellers (1961)
- Sette allegri cadaveri (What a Carve Up!), regia di Pat Jackson (1961)
- Il fantasma dell'opera (The Phantom of the Opera), regia di Terence Fisher (1962)
- Sinfonia di morte (Black Zoo), regia di Robert Gordon (1963)
- La vergine in collegio (Tamahine), regia di Philip Leacock (1963)
- Le cinque chiavi del terrore (Dr. Terror's House of Horrors), regia di Freddie Francis (1965)
- Il teschio maledetto (The Skull), regia di Freddie Francis (1965)
- La morte scarlatta viene dallo spazio (They Came from Beyond Space), regia di Freddie Francis (1967)
- Il cerchio di sangue (Berserk), regia di Jim O'Connolly (1967)
- Una sera, un treno (Un soir, un train), regia di André Delvaux (1968)
- Black Horror - Le messe nere (Curse of the Crimson Altar), regia di Vernon Sewell (1968)
- Donne in amore (Women in Love), regia di Ken Russell (1969)
- Di pari passo con l'amore e la morte (A Walk with Love and Death), regia di John Huston (1969)
- 23 pugnali per Cesare (Julius Caesar), regia di Stuart Burge (1970)
- Il terrore di Londra (Trog), regia di Freddie Francis (1970)
- Messaggero d'amore (The Go-Between), regia di Joseph Losey (1971)
- Messia selvaggio (Savage Messiah), regia di Ken Russell (1972)
- Diario proibito di un collegio femminile (Horror Hospital), regia di Anthony Balch (1973)
- Galileo, regia di Joseph Losey (1975)
- I ragazzi venuti dal Brasile (The Boys from Brazil), regia di Franklin J. Schaffner (1978)
- Venom, regia di Piers Haggard (1981)
- Testimone d'accusa (Witness for the Prosecution), regia di Alan Gibson (1982)
- Il servo di scena (The Dresser), regia di Peter Yates (1983)
- Oxford University (Oxford Blues), regia di Robert Boris (1984)
- Top Secret!, regia di Jim Abrahams e David Zucker (1984)
- La mia Africa (Out of Africa), regia di Sydney Pollack (1985)
- Caravaggio, regia di Derek Jarman (1986)
- Quarto protocollo (The Fourth Protocol), regia di John Mackenzie (1987)
- Il serpente e l'arcobaleno (The Serpent and the Rainbow), regia di Wes Craven (1988)
- Spalle nude (Strapless), regia di David Hare (1989)
- Batman, regia di Tim Burton (1989)
- The Garden, regia di Derek Jarman (1990)
- Batman - Il ritorno (Batman Returns), regia di Tim Burton (1992)
- L'età dell'innocenza (The Age of Innocence), regia di Martin Scorsese (1993)
- Wittgenstein, regia di Derek Jarman (1993)
- Scacco matto (Uncovered), regia di Jim McBride (1995)
- Batman Forever, regia di Joel Schumacher (1995)
- Batman & Robin, regia di Joel Schumacher (1997)
- Il mistero di Sleepy Hollow (Sleepy Hollow), regia di Tim Burton (1999)

#### Televisione
- Douglas Fairbanks, Jr., Presents – serie TV, episodio 3x02 (1954)
- Assignment Foreign Legion – serie TV, episodio 1x10 (1956)
- The DuPont Show of the Month – serie TV, episodio 3x07 (1960)
- I gialli di Edgar Wallace (The Edgar Wallace Mystery Theatre) – serie TV, episodi 2x09-6x01 (1963-1965)
- Agente speciale (The Avengers) – serie TV, episodio 4x03 (1965)
- Alice in Wonderland, regia di Jonathan Miller – film TV (1966)
- Gli invincibili (The Protectors) – serie TV, episodio 1x18 (1973)

### Doppiatore
- La sposa cadavere (Corpse Bride), regia di Tim Burton (2005)
- Alice in Wonderland, regia di Tim Burton (2010)

## Doppiatori italiani
Nelle versioni in italiano delle opere in cui ha recitato, Michael Gough è stato doppiato da:
- Bruno Persa in Dracula il vampiro, Donne in amore, Messaggero d'amore
- Gil Baroni in Batman - Il ritorno, Batman Forever, Batman & Robin
- Emilio Cigoli in La spada e la rosa, Gli orrori del museo nero
- Manlio Busoni in Riccardo III, Il teschio maledetto
- Giuseppe Rinaldi in Sarabanda tragica
- Rolf Tasna in Konga
- Gianfranco Bellini ne Le cinque chiavi del terrore
- Giorgio Piazza ne Il servo di scena
- Carlo Reali in Top Secret!
- Gino Baghetti in Colpo di mano a Creta
- Gianni Marzocchi ne La mia Africa
- Luigi Pistilli in Batman
- Nino Pavese in Lo scandalo del vestito bianco
- Sandro Sardone in L'età dell'innocenza
- Michele Kalamera in Wittgenstein
- Sandro Iovino in Scacco matto
- Vittorio Congia ne Il mistero di Sleepy Hollow
- Giorgio Gusso in L'ora di Agatha Christie
- Giulio Platone in Cimbelino
- Giancarlo Padoan ne Il serpente e l'arcobaleno
- Stefano Mondini in Anna Karenina (ridoppiaggio)

Da doppiatore è sostituito da:
- Valerio Ruggeri ne La sposa cadavere
- Luciano De Ambrosis in Alice in Wonderland
- Pino Ammendola in TaleSpin